# 4816 Connelly
4816 Connelly је астероид главног астероидног појаса чија средња удаљеност од Сунца износи 2,587 астрономских јединица (АЈ).
Апсолутна магнитуда астероида је 12,8.